# (34380) 2000 RV55
2000 RV55 (asteroide 34380) é um asteroide da cintura principal. Possui uma excentricidade de 0.10123530 e uma inclinação de 2.24819º.
Este asteroide foi descoberto no dia 5 de setembro de 2000 por LINEAR em Socorro.